# Délnyugat-Afrika
Délnyugat-Afrika (afrikaans nyelven: Suidwes-Afrika; németül: Südwestafrika; hollandul: Zuidwest-Afrika) 1915 és 1990 között dél-afrikai igazgatás alatt álló államalakulat volt, napjainkban Namíbia foglalja magában a területet. Határos volt Angolával, Botswanával (1966 előtt Becsuánaföld), Dél-Afrikával és Zambiával (1964 előtt Észak-Rodézia).
Korábban, 1884 és 1915 között délnyugat-afrikai német gyarmat volt, Németország első világháborús vereségét követően a Dél-afrikai Unió a Nemzetek Szövetsége mandátumterületévé tette az országot. Bár a mandátumot az Egyesült Nemzetek Szervezete 1966-ban eltörölte, Dél-Afrika megtartotta a terület feletti ellenőrzést. Délnyugat-Afrikát közvetlenül a dél-afrikai kormány igazgatta 1915 és 1978 között, amikor a turnhalle-i alkotmányos konferencia megalapozta a félautonóm uralom alapjait. Az 1978 és 1985 közötti átmeneti időszakban Dél-Afrika fokozatosan decentralizálta az országot, ennek eredményeképpen 1990-ben Délnyugat-Afrika Namíbiai Köztársaság néven függetlenedett.

## Története
1915-ben, az első világháború délnyugat-afrikai hadjárata során Dél-Afrika elfoglalta a német gyarmatot. A háború után a versailles-i szerződés értelmében a Nemzetek Szövetsége C osztályú mandátumterületté nyilvánította az országot, így Délnyugat-Afrika igazgatásáért a Dél-afrikai Unió volt felelős. 1922-től ebbe beletartozott a Walvis-öböl is, amelyet a délnyugat-afrikai ügyekről szóló törvény értelmében úgy kormányoztak, mintha a mandátumhoz tartozó terület része lenne. Délnyugat-Afrika a Nemzetek Szövetsége mandátuma maradt a második világháborúig és a Nemzetek Szövetsége összeomlásáig.
A mandátumnak az Egyesült Nemzetek Szervezetének gyámterületévé kellett volna válnia, amikor a Nemzetek Szövetségének megbízatásait a második világháborút követően átruházták az Egyesült Nemzetek Szervezetére. Jan Smuts miniszterelnök kifogásolta, hogy Délnyugat-Afrika az ENSZ ellenőrzése alá kerüljön, és megtagadta a terület feladását.
1949-ben a délnyugat-afrikai ügyekről szóló törvényt úgy módosították, hogy a délnyugat-afrikai fehérek képviseletet kapjanak a dél-afrikai parlamentben, ami hat helyet biztosított számukra a képviselőházban és négy helyet a szenátusban.
Ez előnyt jelentett a Nemzeti Pártnak, amely erős támogatást élvezett a túlnyomórészt afrikáner és német etnikumú fehér lakosság részéről. 1950 és 1977 között Délnyugat-Afrika valamennyi parlamenti mandátuma a Nemzeti Párt kezében volt.
Dél-Afrika és a függetlenségért harcoló erők között elhúzódó küzdelem folyt, különösen a Délnyugat-afrikai Népi Szervezet (SWAPO) 1960-as megalakulása után.
1966-ban az ENSZ Közgyűlése olyan határozatot fogadott el, amely a mandátumot megszűntnek nyilvánította, és kimondta, hogy a Dél-afrikai Köztársaságnak nincs további joga Délnyugat-Afrika igazgatására. 1971-ben az Egyesült Nemzetek Biztonsági Tanácsának véleményére vonatkozó kérésére az ICJ kimondta, hogy Dél-Afrika folyamatos jelenléte Namíbiában illegális, és Dél-Afrika köteles haladéktalanul kivonulni Namíbiából.
Délnyugat-Afrika az ENSZ által Namíbia néven vált ismertté, amikor a Közgyűlés az 1968. június 12-i 2372 (XXII) határozatával megváltoztatta a terület nevét. A SWAPO-t a namíbiai nép képviselőjeként ismerték el.
A terület 1990. március 21-én lett független Namíbia Köztársaság néven, bár a Walvis-öböl és a Pingvin-szigetek 1994-ig Dél-Afrika ellenőrzése alatt maradtak.

## Bantusztánjai

### Önkormányzó bantusztánok
| Név           | Főváros       | Fennállása | Legnagyobb jelenlévő törzs |
| ------------- | ------------- | ---------- | -------------------------- |
| Kelet-Caprivi | Katima Mulilo | 1972–1989  | Lozi                       |
| Hereroland    | Okakarara     | 1970–1989  | Herero                     |
| Ovamboland    | Ondangua      | 1973–1989  | Ovambo                     |
| Kavangoland   | Rundu         | 1973–1989  | Kavango                    |

### Önkormányzattal nem rendelkező bantusztánok
| Név         | Főváros      | Fennállása | Legnagyobb jelenlévő törzs |
| ----------- | ------------ | ---------- | -------------------------- |
| Bushmanland | Tsumkwe      | 1976-1989  | San                        |
| Damaraland  | Welwitschia  | 1980–1989  | Damara                     |
| Namaland    | Keetmanshoop | 1980–1989  | Nama                       |
| Kaokoland   | Ohopoho      | 1970–1989  | Himba                      |
| Rehoboth    | Rehoboth     | 1979–1989  | Baster                     |
| Cvánaföld   | Aminuis      | 1979–1989  | Cvána                      |

## Fordítás
Ez a szócikk részben vagy egészben  a   South West Africa című angol Wikipédia-szócikk ezen változatának fordításán alapul.  Az eredeti cikk szerkesztőit annak laptörténete sorolja fel. Ez a jelzés csupán a megfogalmazás eredetét és a szerzői jogokat jelzi, nem szolgál a cikkben szereplő információk forrásmegjelöléseként.